# اندری پوروخنیا
اندری پوروخنیا (اوکراینی: Андрій Володимирович Порохня؛ زادهٔ ۱۷ فوریهٔ ۱۹۹۷) بازیکن فوتبال اهل اوکراین است.